# Anibare-Bucht

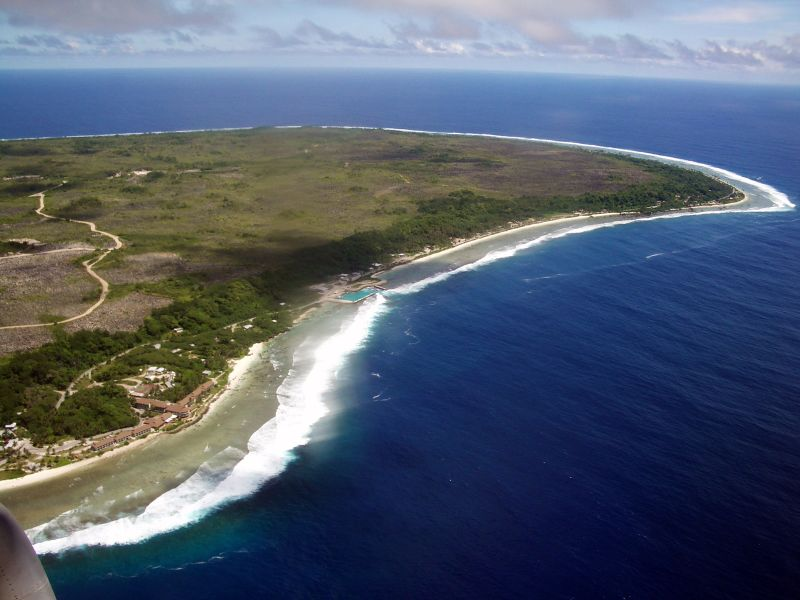
Ostküste Naurus

Die Anibare-Bucht ist die einzige Bucht Naurus im Osten des Inselstaates. Hier bietet sich der touristisch reizvollste Aspekt Naurus.
Der gleichnamige Strand ist mit weißem Korallensand bedeckt. Er befindet sich nahezu vollständig im Distrikt Anibare. Die beiden Kaps, welche die Enden des mehr als zwei Kilometer langen Strandes bilden, gehören zum Distrikt Ijuw im Norden und zum Distrikt Meneng im Süden.
Die Anibare-Bucht ist der beste Ort auf der Insel, um zu surfen oder zu schwimmen. Dies ist allerdings etwas riskant, da eine schwere Brandung und gefährliche Unterwasserströmungen herrschen. Die Vielfalt der dortigen Unterwasserflora hingegen ist eine Seltenheit. Möglicherweise ist sie deshalb so gut erhalten, weil Nauru touristisch bislang nicht gut erschlossen ist.
Die Bucht ist neben der Buada-Lagune im Inselinnern die einzige größere Attraktion der ganzen Insel. Deshalb befindet sich das einzige Hotel der Insel, das Menen Hotel, auch in unmittelbarer Nähe. Im Jahr 2000 wurde ein Seehafen in der Bucht errichtet, der Hafen Anibare, welcher vordringlich der Förderung des Fischfangs dienen soll.